# Taekwondo als Jocs Olímpics d'estiu de 1988
Als Jocs Olímpics d'Estiu de 1988 celebrats a la ciutat de Seül (Corea del Sud) es disputaren 16 proves de taekwondo dins el programa dels Jocs, vuit en categoria masculina i vuit més en categoria femenina. Aquesta fou la primera vegada que aquest esport formà part dels programa olímpic tot i que com a esport de demostració. La competició tingué lloc entre els dies 17 i 20 de setembre de 1988 al Gimnàs Changchung.
Hi participaren un total de 183 taekwondistes, entre ells 120 homes i 63 dones, de 35 comitès nacionals diferents.

## Resum de medalles

### Categoria masculina
| Prova           | Or              | Argent             | Bronze            |
| – 50 Kg Detalls | Tae Ho Kwon     | Juan Moreno        | Bidhan Lama       |
| – 50 Kg Detalls | Tae Ho Kwon     | Juan Moreno        | Enrique Torroella |
| – 54 Kg Detalls | Tae Kyung Ha    | Gabriel García     | Hisan Abushekha   |
| – 54 Kg Detalls | Tae Kyung Ha    | Gabriel García     | Adel Darraj       |
| – 58 Kg Detalls | Yong Suk Ji     | José Sanabria      | Feisal Danesh     |
| – 58 Kg Detalls | Yong Suk Ji     | José Sanabria      | Han Won Lee       |
| – 64 Kg Detalls | Myung Sam Chang | Cengiz Yagiz       | Ibrahim Al Gafar  |
| – 64 Kg Detalls | Myung Sam Chang | Cengiz Yagiz       | Samer Kamal       |
| – 70 Kg Detalls | Bong Kwon Park  | José María Sánchez | Greg Baker        |
| – 70 Kg Detalls | Bong Kwon Park  | José María Sánchez | Manuel Jurado     |
| – 76 Kg Detalls | Kook Hyun Chung | Luigi D'Oriano     | Tsung Che Wu      |
| – 76 Kg Detalls | Kook Hyun Chung | Luigi D'Oriano     | Jay Warwick       |
| – 83 Kg Detalls | Kye Haeng Lee   | Amr Hussein        | Metin ShainWu     |
| – 83 Kg Detalls | Kye Haeng Lee   | Amr Hussein        | Markus Woznicki   |
| + 83 Kg Detalls | Jimmy Kim       | Jong Suk Kim       | Michael Arndt     |
| + 83 Kg Detalls | Jimmy Kim       | Jong Suk Kim       | José Luis Álvarez |

### Categoria femenina
| Prova           | Or                    | Argent               | Bronze              |
| – 50 Kg Detalls | Yu Fang Chin          | Hwa Jin Lee          | Vasugi Marathamuthu |
| – 50 Kg Detalls | Yu Fang Chin          | Hwa Jin Lee          | Mónica Torres       |
| – 54 Kg Detalls | Nan Yool Choo         | María Ángela Naranjo | Pejo Mayumi         |
| – 54 Kg Detalls | Nan Yool Choo         | María Ángela Naranjo | Yun Yao Pai         |
| – 58 Kg Detalls | Yi An Chen            | Debra Holloway       | Josefina López      |
| – 58 Kg Detalls | Yi An Chen            | Debra Holloway       | Sun Young Park      |
| – 64 Kg Detalls | Annemette Christensen | Zuleyha Tan          | Amparo Dolls        |
| – 64 Kg Detalls | Annemette Christensen | Zuleyha Tan          | So Young KIM        |
| – 70 Kg Detalls | Dana Hee              | Karin Schwartz       | Chen Jiun Feng      |
| – 70 Kg Detalls | Dana Hee              | Karin Schwartz       | Jolanda Van Duren   |
| – 76 Kg Detalls | Arlene Limas          | Ji Sook KIM          | Coral Bistuer       |
| – 76 Kg Detalls | Arlene Limas          | Ji Sook KIM          | Sonny Seidel        |
| – 83 Kg Detalls | Hyun Hee Kim          | Margaretha De Jongh  | Sharon Jewell       |
| – 83 Kg Detalls | Hyun Hee Kim          | Margaretha De Jongh  | Elena Navaz         |
| + 83 Kg Detalls | Lynnette Love         | Yoon Jung Jang       | Yvonne Franssen     |
| + 83 Kg Detalls | Lynnette Love         | Yoon Jung Jang       | Ute Guester         |

## Medaller
| Posició | País           | Or | Argent | Bronze | Total |
| 1       | Corea del Sud  | 9  | 4      | 2      | 15    |
| 2       | Estats Units   | 4  | 2      | 5      | 11    |
| 4       | Xina-Taipei    | 2  | 0      | 3      | 5     |
| 4       | Dinamarca      | 1  | 1      | 0      | 2     |
| 5       | Espanya        | 0  | 4      | 5      | 9     |
| 6       | Turquia        | 0  | 2      | 1      | 3     |
| 7       | Països Baixos  | 0  | 1      | 1      | 2     |
| 8       | Egipte         | 0  | 1      | 0      | 1     |
| 8       | Itàlia         | 0  | 1      | 0      | 1     |
| 10      | RFA            | 0  | 0      | 4      | 4     |
| 11      | Mèxic          | 0  | 0      | 3      | 3     |
| 12      | Jordània       | 0  | 0      | 2      | 2     |
| 13      | Aràbia Saudita | 0  | 0      | 1      | 1     |
| 13      | Bahrain        | 0  | 0      | 1      | 1     |
| 13      | Canadà         | 0  | 0      | 1      | 1     |
| 13      | Iran           | 0  | 0      | 1      | 1     |
| 13      | Malàisia       | 0  | 0      | 1      | 1     |
| 13      | Nepal          | 0  | 0      | 1      | 1     |